# Patuxay
Patuxay (direkte oversat: Sejrsport eller triumfbue), tidligere Anousavary eller Anosavari Monumentet, er et monument i centrum af Vientiane, Laos bygget i 1962 eller 1968.
Den er dedikeret til dem der kæmpede i kampene for uafhængighed fra Frankrig. Selvom den har en vis lighed med Arc de Triomphe, i Paris, er den laotisk dekoreret, der er mange kinnari figurer — halvt kvinde halvt fugl.
Patuxay blev finansieret af amerikanske midler. USA havde givet Laos midler til at bygge en lufthavn, men i stedet byggede Laos dette monumnt. Patuxai kaldes derfor også nogengange "den vertikale landingsbane".

## Billeder links
- https://web.archive.org/web/20061021200927/http://www.irish-guy.com/pictures/frontpage/upload5/img_6420.jpg
- https://web.archive.org/web/20061021200923/http://www.geocities.com/daodinh.geo/photos/laofotos/patuxay_oct01.jpg
- http://www.mekongmart.com/RajaTours/T3Rajaphoto10.htm

17°58′14″N 102°37′07″Ø / 17.970555555556°N 102.61861111111°Ø